# Collegio di Hamble Valley
Hamble Valley è un collegio elettorale situato nell'Hampshire, nel Sud Est dell'Inghilterra, e rappresentato alla Camera dei Comuni del Parlamento del Regno Unito. Elegge un membro del Parlamento con il sistema first-past-the-post, ossia maggioritario a turno unico; l'attuale parlamentare è Paul Holmes del Partito Conservatore, che rappresenta il collegio dal 2024.

## Estensione
Il collegio è costituito dai seguenti ward dell'Hampshire:
- nel borgo di Eastleigh: Bursledon and Hound North, Hamble & Netley, Hedge End North e Hedge End South;
- nel borgo di Fareham: Locks Heath, Park Gate, Sarisbury, Titchfield, Titchfield Common e Warsash;
- nella città di Winchester: Whiteley and Shedfield.[1]

Il collegio comprende le seguenti aree:
- le parti meridionali del borgo di Eastleigh, tra cui le comunità di Hedge End, Botley, Netley e Hamble-le-Rice, che in precedenza erano nel collegio di Eastleigh
- i quartieri occidentali del borgo di Fareham, tra cui i villaggi di Locks Heath, Park Gate, Sarisbury, Titchfield e Warsash, provenienti dal precedente collegio di Fareham, ora abolito
- i ward di Winchester di Whiteley e Shedfield, provenienti dal precedente collegio di Meon Valley, ora abolito.

## Membri del parlamento
| Elezione | Elezione | Deputato    | Partito      |
| -------- | -------- | ----------- | ------------ |
|          | 2024     | Paul Holmes | Conservatore |

## Risultati elettorali

### Elezioni negli anni 2020
| Partito                    | Partito                                         | Candidato                  | Risultati 4 luglio 2024 | Risultati 4 luglio 2024 |
| Partito                    | Partito                                         | Candidato                  | Voti                    | %                       |
| -------------------------- | ----------------------------------------------- | -------------------------- | ----------------------- | ----------------------- |
|                            | Conservatore                                    | Paul Holmes                | 19 671                  | 36,43                   |
|                            | Lib Dem                                         | Prad Bains                 | 14 869                  | 27,53                   |
|                            | Laburista                                       | Devina Paul                | 8 753                   | 16,21                   |
|                            | Reform UK                                       | Caroline Gladwin           | 8 216                   | 15,21                   |
|                            | Verde                                           | Kate Needham               | 2 310                   | 4,28                    |
|                            | Hampshire Independents                          | Binka Griffin              | 185                     | 0,34                    |
|                            |                                                 |                            |                         |                         |
| Iscritti                   | Iscritti                                        | Iscritti                   | 50 837                  | 100,00                  |
| ↳ Votanti (% su iscritti)  | ↳ Votanti (% su iscritti)                       | ↳ Votanti (% su iscritti)  | 54 004                  | 106,23                  |
| ↳ Astenuti (% su iscritti) | ↳ Astenuti (% su iscritti)                      | ↳ Astenuti (% su iscritti) | -3 167                  | -6,23                   |
|                            |                                                 |                            |                         |                         |
|                            | Esito: collegio a Conservatore (nuovo collegio) |                            |                         |                         |